# Thereva reclusa
Thereva reclusa är en tvåvingeart som beskrevs av Lyneborg 1976. Thereva reclusa ingår i släktet Thereva och familjen stilettflugor. Inga underarter finns listade i Catalogue of Life.